# John Manners, 3:e hertig av Rutland

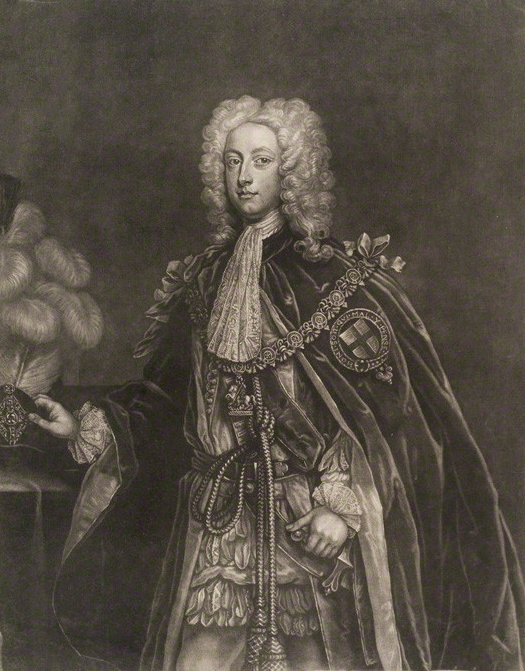
John Manners, 3:e hertig av Rutland.

John Manners, 3:e hertig av Rutland, född den 21 oktober 1696, död den 29 maj 1779, var en brittisk ädling, son till John Manners, 2:e hertig av Rutland och Catherine Russell.
Efter en kort period som parlamentsledamöt efterträdde han sin far som hertig och lordlöjtnant över Leicestershire 1721. Efter hand innehade han ett flertal poster inom hov och regering. Han blev exempelvis 1755 utnämnd till Lord Steward of the Household under Georg II av Storbritannien och var Master of the Horse under Georg III av Storbritannien 1761–66. År 1722 blev han riddare av Strumpebandsorden och 1727 medlem av Privy Council.
År 1717 gifte han sig med den unga arvtagerskan Bridget Sutton (1700–1734), dotter till Robert Sutton, 2:e baron Lexinton. De fick tillsammans 11 barn, däribland:
- John Manners, markis av Granby (1721–1770)
- Lord Robert Manners-Sutton, överste, hovman (1722–1762)
- Lord George Manners-Sutton (1723–1783)